# William Christie
William Lincoln Christie (* 19. prosince 1944 Buffalo, New York) je francouzský dirigent a cembalista amerického původu. Je zakladatelem souboru Les Arts Florissants.

## Život
Vystudoval historii umění na Harvardově univerzitě. Od roku 1966 studoval hudbu na Yaleově univerzitě, kde byl studentem Ralpha Kirkpatricka. V roce 1971 se odstěhoval do Francie pro svůj nesouhlas s válkou ve Vietnamu.
Ve Francii se stal známým díky interpretacím barokní hudby, zejména francouzské barokní hudby. Roku 1979 založil soubor Les Arts Florissants, který pojmenoval podle Charpentierovy stejnojmenné opery (Les Arts Florissants, 1685–1686), kterou uvedl jako první. Obrovské uznání se dostavilo v roce 1986, když v Opéra Comique v Paříži, uvedl Lullyho operu Atys. Mimo děl Rameaua a Lullyho uvádí Christie se souborem také díla Campry, Couperina a Monteverdiho.
V letech 1982–1995 byl profesorem na Národní konzervatoři hudby a tance v Paříži. V roce 2002 založil Le Jardin des Voix, akademii pro mladé zpěváky v Caen.
William Christie rozšířil repertoár svého souboru o ne-francouzské skladatele; Purcella, Händela a Mozarta.
V roce 1995 se stal francouzským občanem. Byl oceněn Řádem čestné legie (v roce 1993) a také Řádem umění a literatury. Dne 12. listopadu 2008 byl zvolen členem Académie des Beaux-Arts. Zahrady u Christieho domu v Thiré byly označeny v roce 2006 jako Monument historique.